# Helicia teysmanniana
Helicia teysmanniana är en tvåhjärtbladig växtart som beskrevs av Herman Otto Sleumer. Helicia teysmanniana ingår i släktet Helicia och familjen Proteaceae. Inga underarter finns listade i Catalogue of Life.